# Werner Klemperer
Werner Klemperer (Colonia, 22 marzo 1920 – New York, 6 dicembre 2000) è stato un attore tedesco naturalizzato statunitense.

## Biografia
Figlio del compositore e direttore d'orchestra Otto Klemperer e dell'attrice Johanna Geisler, si è sposato quattro volte: prima dal 1950 al 1956 con l'attrice Janet Riley; poi dal 1959 al 1968 con Susan J. Dempsay da cui ha avuto due figli, Mark e Erika; poi dal 1969 al 1975 con l'attrice Louise Troy e dal 1997 fino alla morte con l'attrice Kim Hamilton.
Noto al pubblico televisivo per il ruolo comico del colonnello Klink nella serie televisiva Gli eroi di Hogan (1965-1971), Klemperer si affermò inizialmente con interpretazioni drammatiche, tra le quali sono da ricordare quella di Emil Hahn, uno spietato magistrato nazista condannato per crimini contro l'umanità, in Vincitori e vinti (1961), e quella di Adolf Eichmann in Operazione Eichmann (1961).
Nel 1993 prestò la voce al suo storico personaggio televisivo, il colonnello Klink, nell'episodio L'ultima tentazione di Homer, della serie a cartoni animati I Simpson.
Morì di cancro nel 2000 a 80 anni. Il suo corpo venne poi cremato e le ceneri furono disperse in mare.

## Filmografia parziale

### Cinema
- I trafficanti di Hong Kong (Flight to Hong Kong), regia di Joseph M. Newman (1956)
- Il diabolico avventuriero (Death of a Scoundrel), regia di Charles Martin (1956)
- Istanbul, regia di Joseph Pevney (1957)
- Cortina di spie (5 Steps to Danger), regia di Henry S. Kesler (1957)
- Baciala per me (Kiss Them for Me), regia di Stanley Donen (1957)
- L'alto prezzo dell'amore (The High Cost of Loving), regia di José Ferrer (1958)
- La divina (The Goddess), regia di John Cromwell (1958)
- Un marito per Cinzia (Houseboat), regia di Melville Shavelson (1958)
- Operazione Eichmann (Operation Eichmann), regia di R.G. Springsteen (1961)
- Vincitori e vinti (Judgment at Nuremberg), regia di Stanley Kramer (1961)
- Il muro della paura (Escape from East Berlin), regia di Robert Siodmak (1962)
- Scandalo in società (Youngblood Hawke), regia di Delmer Daves (1964)
- La nave dei folli (Ship of Fools), regia di Stanley Kramer (1965)

### Televisione
- Crusader – serie TV, episodio 1x05 (1955)
- Climax! – serie TV, episodi 1x32-2x12 (1955)
- Navy Log – serie TV, episodio 2x23 (1957)
- General Electric Theater – serie TV, episodio 6x01 (1957)
- Maverick – serie TV, episodio 1x14 (1957)
- Wire Service – serie TV, episodio 1x35 (1957)
- Il tenente Ballinger (M Squad) – serie TV, episodio 1x05 (1957)
- How to Marry a Millionaire – serie TV, episodio 1x16 (1958)
- The Court of Last Resort – serie TV, episodio 1x26 (1958)
- Gunsmoke – serie TV, episodio 3x22 (1958)
- L'uomo ombra (The Thin Man) – serie TV, episodio 1x20 (1958)
- Have Gun - Will Travel – serie TV, 2 episodi (1959-1961)
- The Alaskans – serie TV, episodio 1x15 (1960)
- Gli uomini della prateria (Rawhide) – serie TV, episodio 2x28 (1960)
- Thriller – serie TV, episodio 1x14 (1960)
- Men Into Space – serie TV, episodio 1x34 (1960)
- Avventure in paradiso (Adventures in Paradise) – serie TV, episodio 3x13 (1961)
- Scacco matto (Checkmate) – serie TV, episodio 2x19 (1962)
- G.E. True – serie TV, episodi 1x08-1x30-1x31 (1962-1963)
- Io e i miei tre figli (My Three Sons) – serie TV, episodi 3x20-3x33 (1963)
- Indirizzo permanente (77 Sunset Strip) – serie TV, episodio 5x20 (1963)
- Dakota (The Dakotas) – serie TV, episodio 1x12 (1963)
- Gli eroi di Hogan (Hogan's Heroes) – serie TV, 168 episodi (1965-1971)
- I Simpson (The Simpsons) – serie TV, 1 episodio (1993) - voce

## Doppiatori italiani
Nelle versioni in italiano dei suoi film, Werner Klemperer è stato doppiato da:
- Emilio Cigoli in Operazione Eichmann
- Bruno Persa in Baciala per me
- Nando Gazzolo in La divina
- Gianfranco Bellini in La nave dei folli
- Adolfo Lastretti in Gli eroi di Hogan